# Cykel (grafteori)

En bild med flera olika cykelgrafer. Graferna från vänster till höger är,, och.

Inom grafteori, är en cykel en hörnföljd där varje hörn passeras exakt en gång, och första och sista hörnet är likadana. Om hela grafen (alltså alla dess hörn och alla dess kanter) ingår i cykeln, så kallas den en cykelgraf.

## Definition
En cykel är en stig som börjar och slutar i samma hörn, vilket innebär att den är sluten. Om hörnen är platser blir då en cykel en rundvandring, det vill säga vi börjar på en plats som vi sedan kommer tillbaka till.

## Beteckning
Om {\textstyle v} är ett heltal sådant att {\textstyle v\geq 3} så betecknas cykelgrafen med {\textstyle v} hörn {\textstyle C_{v}}.